# Möhlin (dopływ Renu)
Möhlin (wymawiane [ˈmø:lin]) – niewielka, wysychająca sporadycznie na niektórych odcinkach rzeka w południowo-zachodniej części niemieckiego kraju związkowego Badenia-Wirtembergia, z przebiegiem całkowicie w obrębie powiatu Breisgau-Hochschwarzwald. Jej długość wznosi 30 km, a powierzchnia dorzecza 237 km². Jest prawobrzeżnym dopływem Renu i uchodzi do niego w miejscowości Breisach. Źródła znajdują się na stokach Schauinslandu (Schwarzwald).

## Źródła i przebieg
Początek bierze Möhlin z kilku źródeł na porośniętym lasem stożku usypiskowym na zachodnim stoku masywu Schauinsland w obrębie rezerwatu przyrody, w górnym piętrze doliny nad miejscowością St. Ulrich. Największe ze źródeł Möhlin leży na wysokości 1080 m n.p.m. nad drogą K4957, ok. 500 m na północny wschód od przysiółka Gießhübel. Dalej płynie Möhlin w kierunku zachodnim i północno-zachodnim doliną Möhlintal w swoim naturalnym korycie, zbierając wody potoków w obu stron doliny, np. prawobrzeżne Käppeledobel i Dachsdobel oraz lewobrzeżny Langdobel. Ponad wschodnią częścią miejscowości Bollschweil osiąga dolinę Hexental i kieruje się na zachód i południowy zachód. Tuż za Bollschweilem wpływa do Möhlin jej ostatni prawobrzeżny dopływ – potok Eckbach. Od Ehrenkirchen jej uregulowany przebieg zmierza na zachód ku Bad Krozingen, by tuż za ujściem lewobrzeżnego dopływu Gallenbach skierować się na północ. W okolicach Offnadingen, gdzie Möhlin wpływa na Nizinę Górnoreńską, miejscami wody rzeki po dłuższych okresach bezdeszczowych całkowicie wsiąkają w grunt, a bezwodne odcinki są różnej długości. Dalej Möhlin kieruje się na zachód i między miejscowościami Biengen i Hausen an der Möhlin łączy się ze swoim największym i przeważnie bogatszym w wodę dopływem – Neumagen, ale i on, jak większość lokalnych cieków wodnych, obniża okresowo swój poziom aż do całkowitego zaniku w wyniku opadania poziomu wód gruntowych. Od tego rejonu aż do ujścia rzeka jest całkowicie uregulowana, a jej wody częściowo ujęte w kanały wodne. Historia kanału Hausen-Breisach sięga 1. połowy XVIII w., kiedy rzekami Möhlin od St. Ulrich i Neumagen od doliny Münstertal spławiano drewno do twierdzy Breisach. Intensywne uprawy rolnicze na tym terenie Niziny Górnoreńskiej przyczyniają się do obniżania poziomu wód, tak że w trakcie lata Möhlin w dolnym biegu często zanika. Za Grezhausen Möhlin stopniowo kieruje się na północ i płynie przez las łęgowy równolegle do Renu. Obecny przebieg końcowego odcinka Möhlin i jej ujście do Renu w Breisach powstały w latach 1960–1965 w ramach budowy jazu ze śluzą na tym odcinku Renu, tzw. Kulturwehr Breisach, której celem jest ochrona przeciwpowodziowa. Elementem tego systemu jest także jaz na samej Möhlin (Möhlinwehr), który w przypadku powodziowego stanu wód ma je kierować do sztucznie wydłużonego koryta rzeki, a dalej na przewidziane do tego tarasy zalewowe.

## Miejscowości wzdłuż biegu
Przebieg rzeki jest zróżnicowany – od źródeł w górskim i bliskim naturalnemu terenie, przez wąską górską dolinę Möhlintal ku rozległej dolinie Hexental, a dalej przez gęsto zaludnioną i zagospodarowaną rolniczo Dolinę Górnoreńską aż po renaturalizowane lasy łęgowe wzdłuż Renu. Miejscowości leżące w biegu Möhlin (od jej górnego biegu) to St. Ulrich i Bollschweil (administracyjnie wspólnota gminna), Ehrenkirchen (administracyjnie połączone miejscowości Ehrenstetten and Kirchhofen, ale Möhlin płynie na południe od Kirchohofen), Offnadingen (także miejscowość przyłączona w 1974 r. do Ehrenkirchen), Biengen (a dokładniej przez należące do niej tereny uprawne; samo Biengen jest wioską przyłączoną w 1971 r. do Bad Krozingen), Hausen an der Möhlin (od 1973 r. należące do Bad Krozingen), Grezhausen (w granicach administracyjnych Breisach) i Breisach am Rhein. 

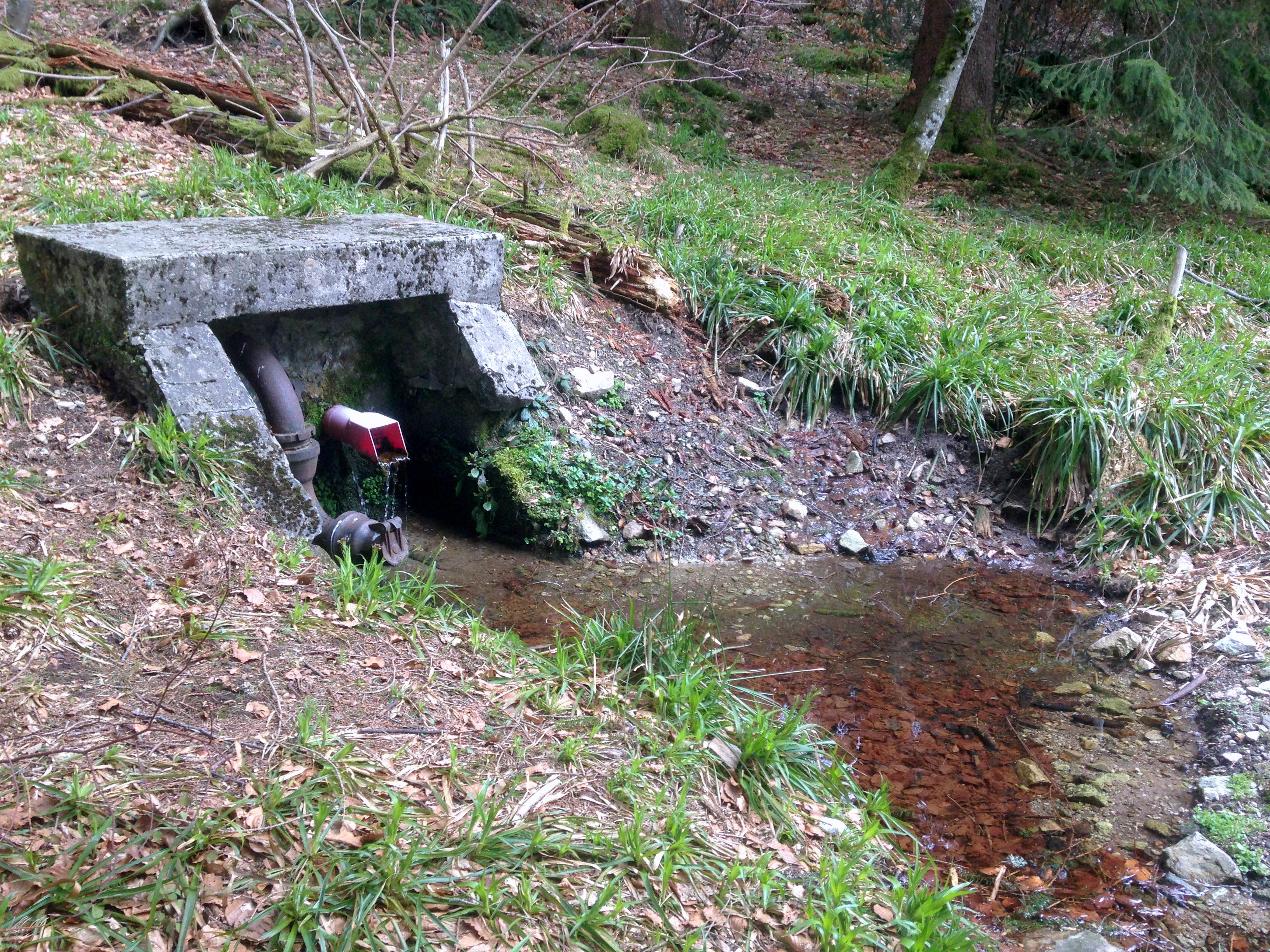
Möhlin – główne źródło (1080 m n.p.m.) na zachodnim stoku Schauinsland
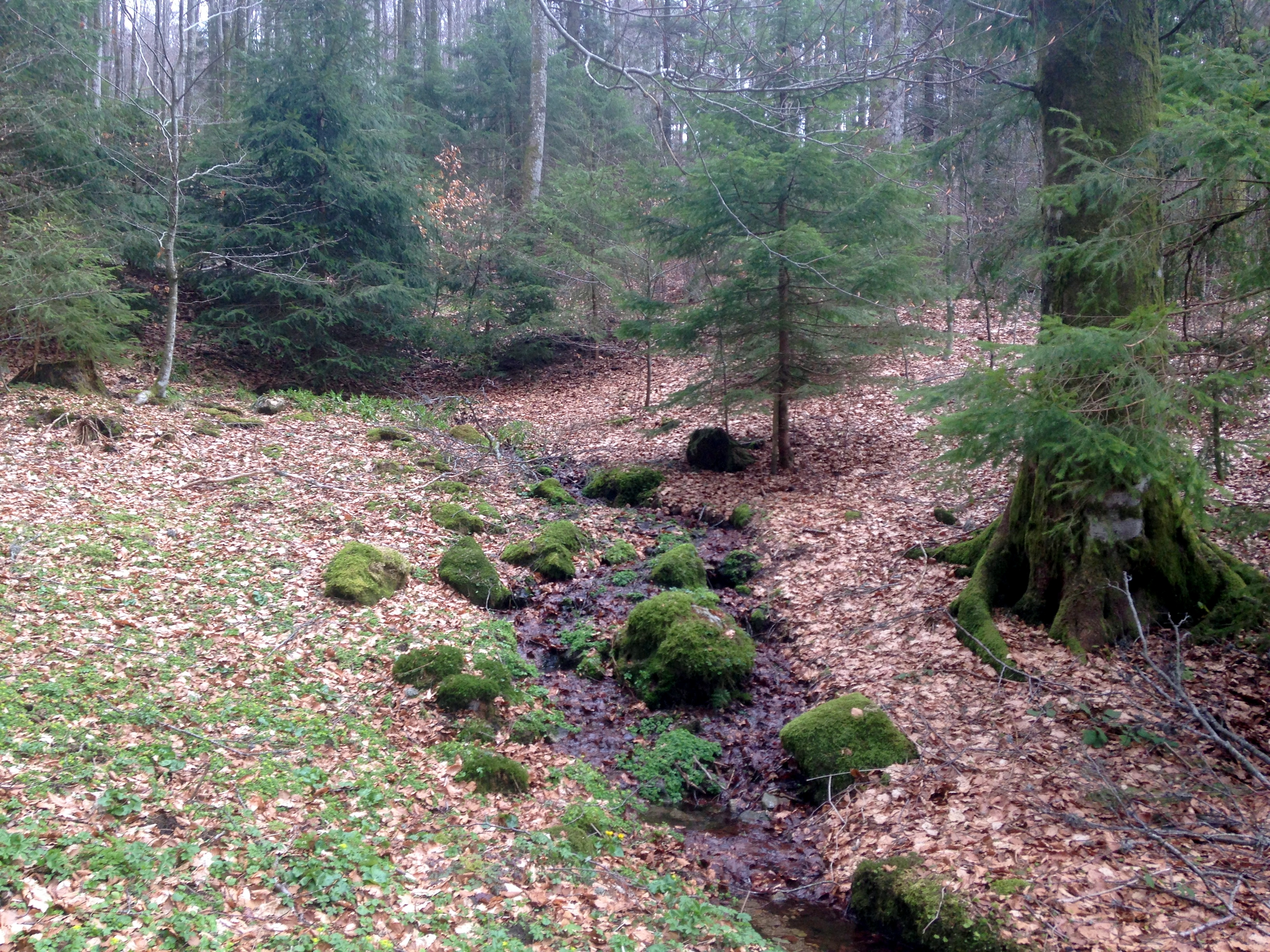
Möhlin ok. 20 metrów poniżej głównego źródła
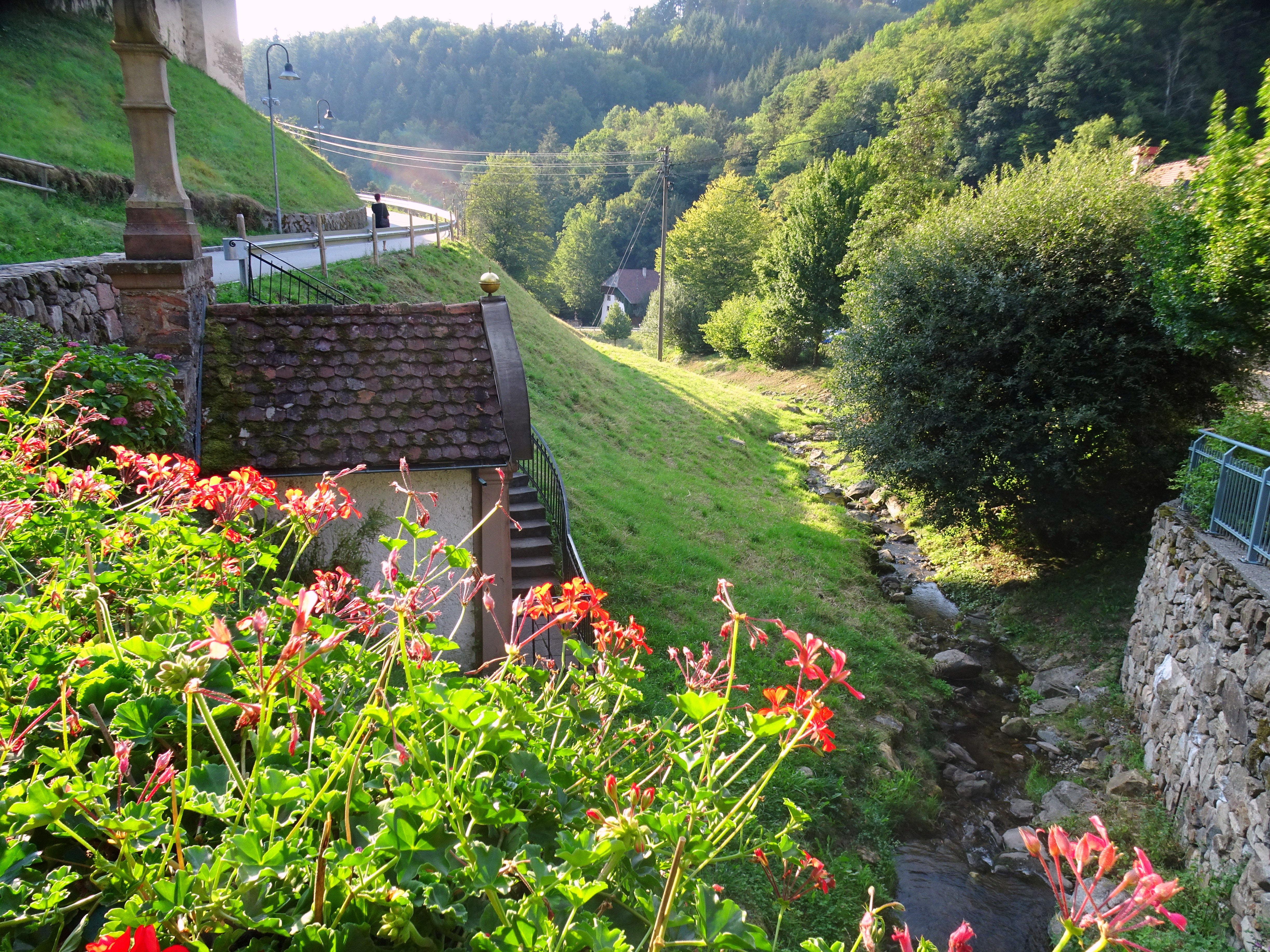
Möhlin w St. Ulrich (Bollschweil)
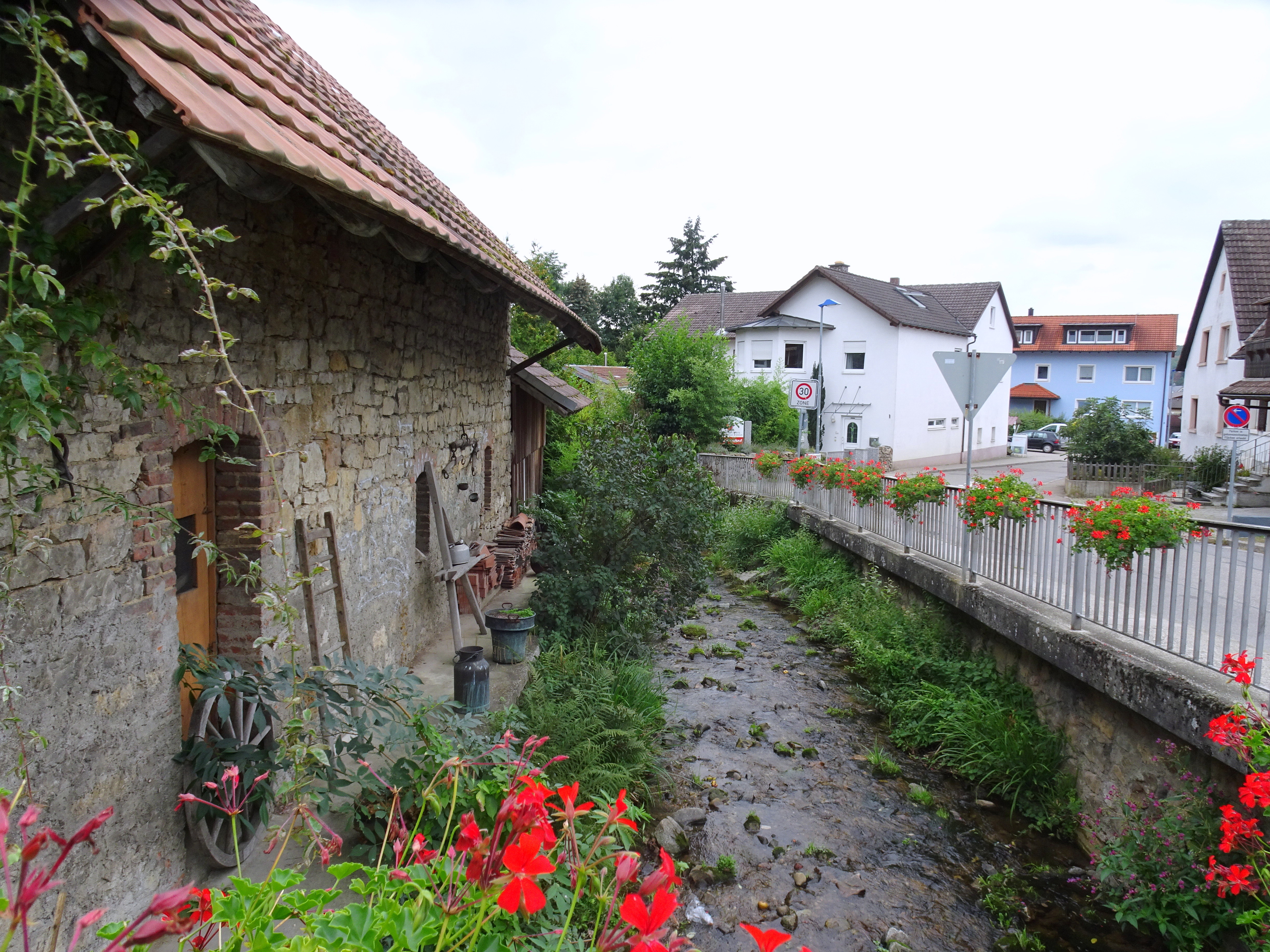
Möhlin w Bollschweilu
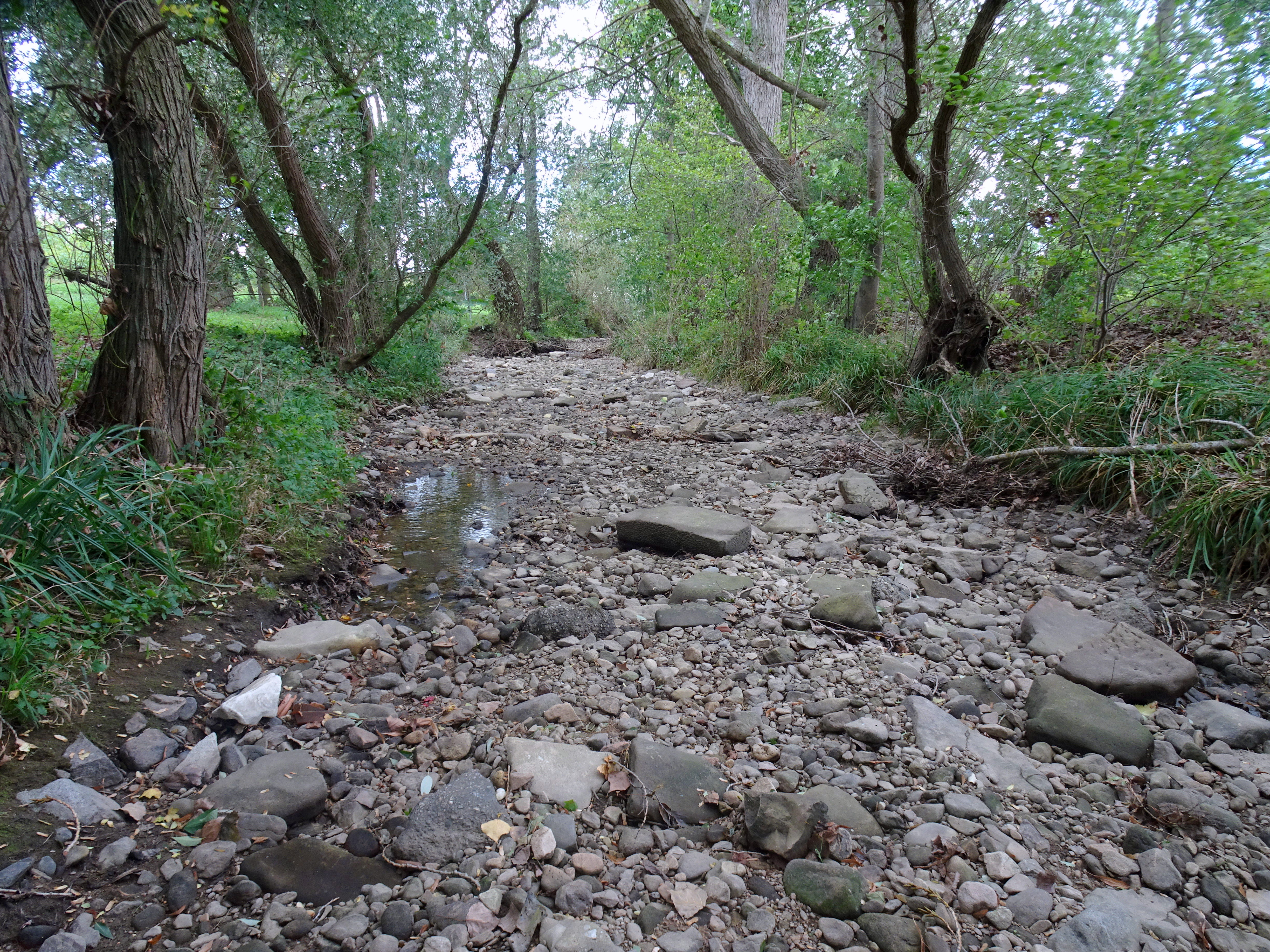
Möhlin w Offnadingem (Ehrenkirchen) w bezdeszczowym lecie
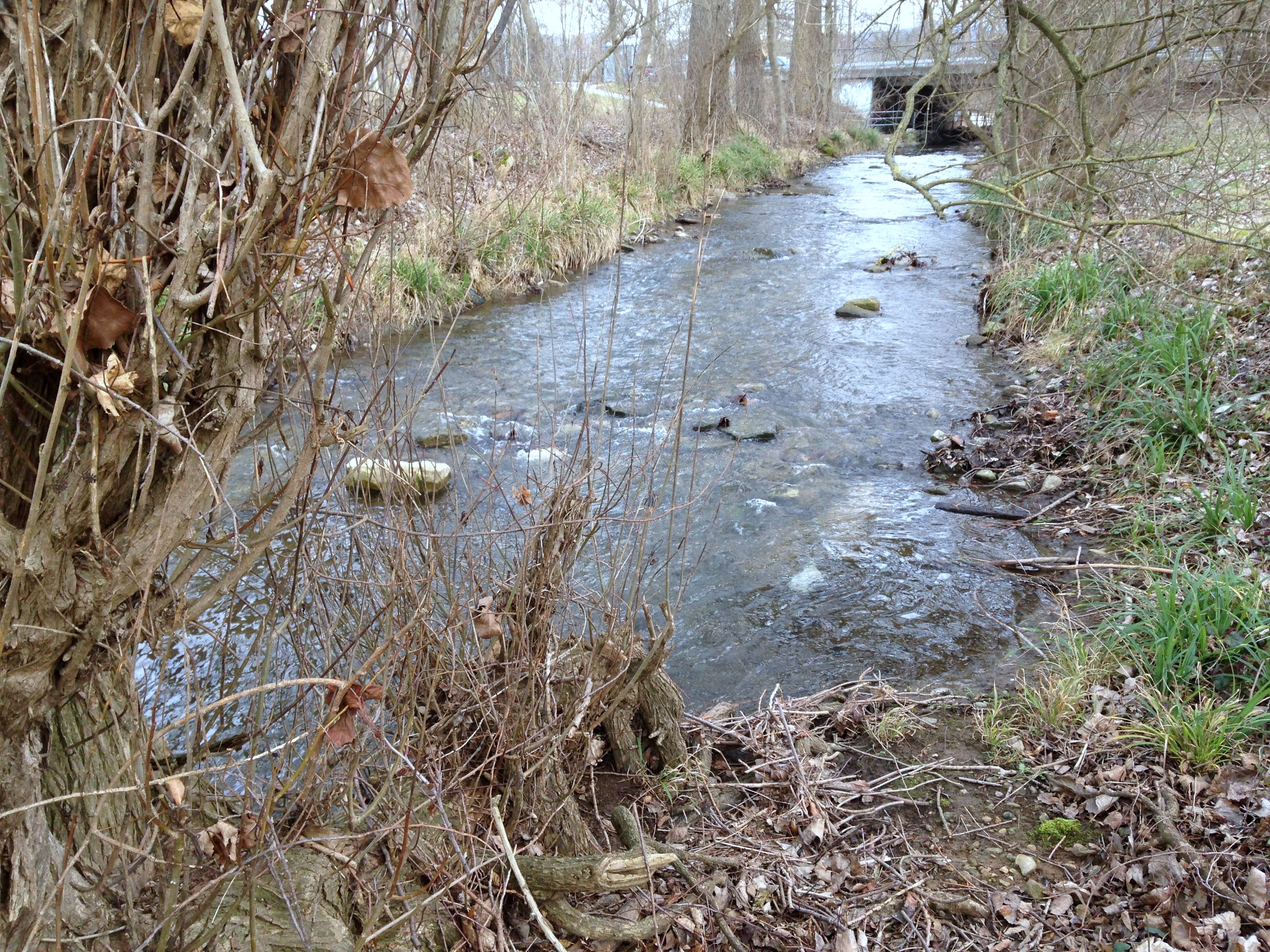
Möhlin w Offnadingen (Ehrenkirchen) wiosną
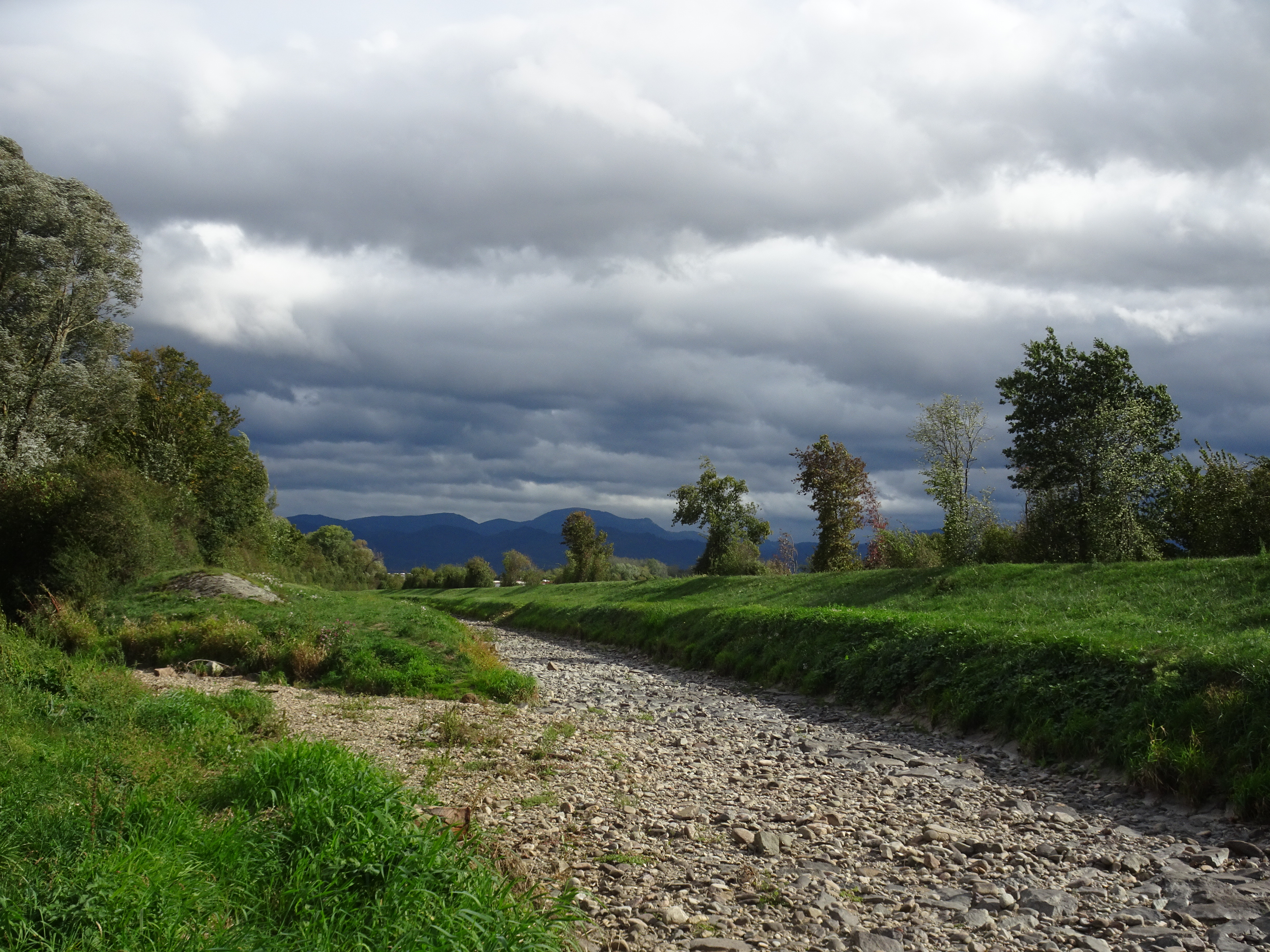
Konfluencja Möhlin (na lewo) i Neumagen pod koniec suchego lata
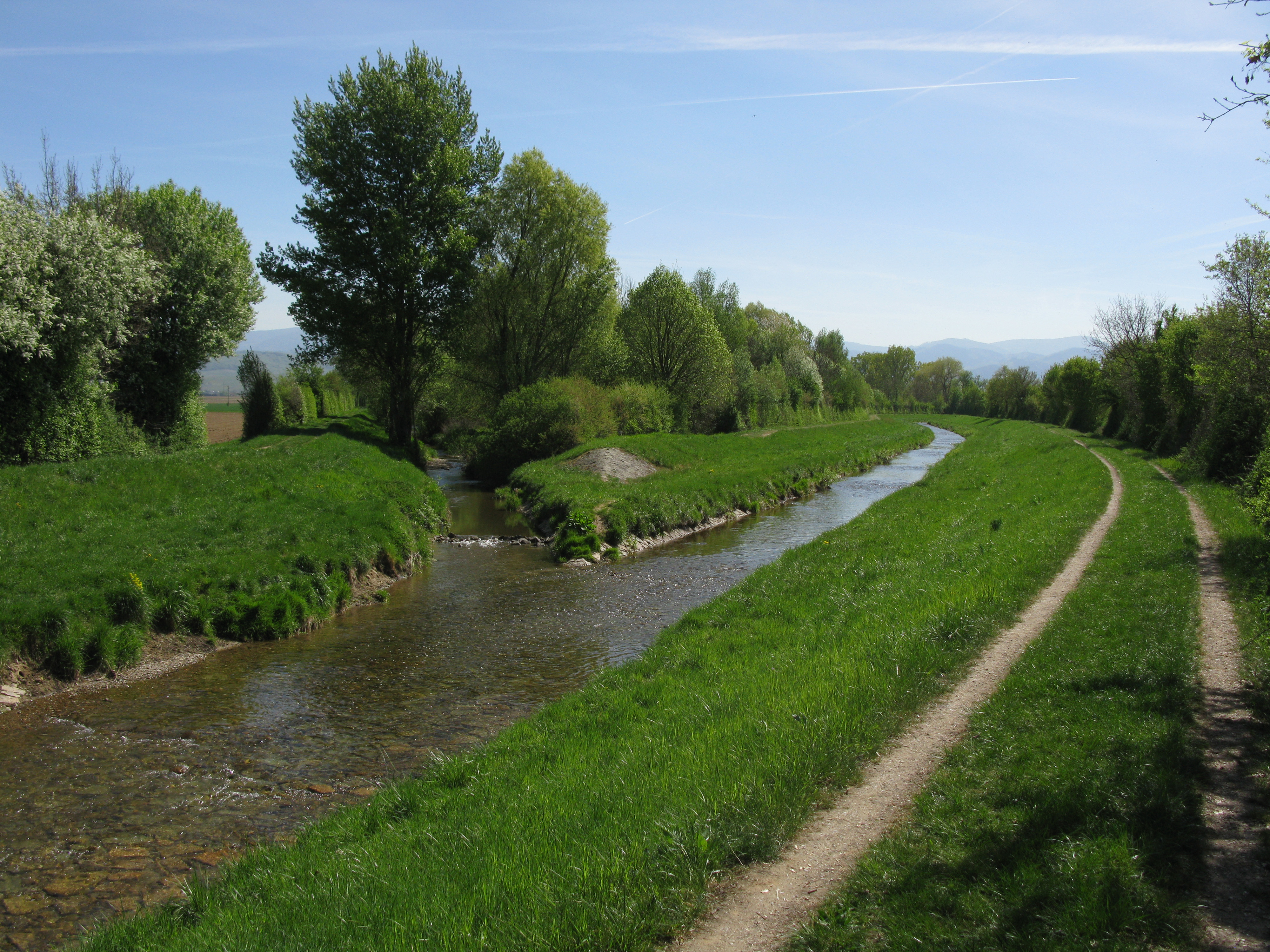
Konfluencja Möhlin (na lewo) i Neumagen przy normalnym stanie wód
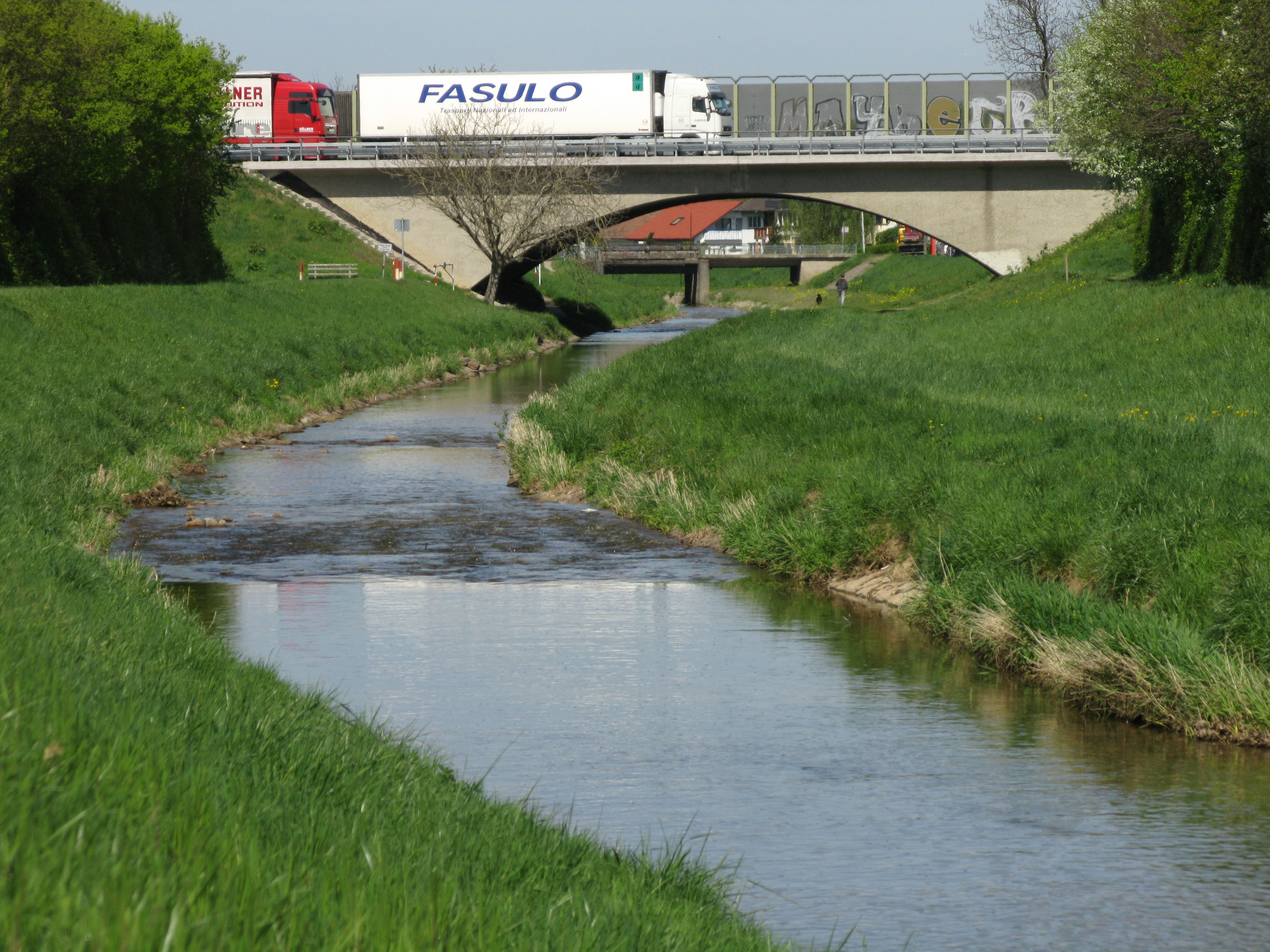
Autostrada A5 (E35) nad Möhlin w pobliżu Hausen an der Möhlin
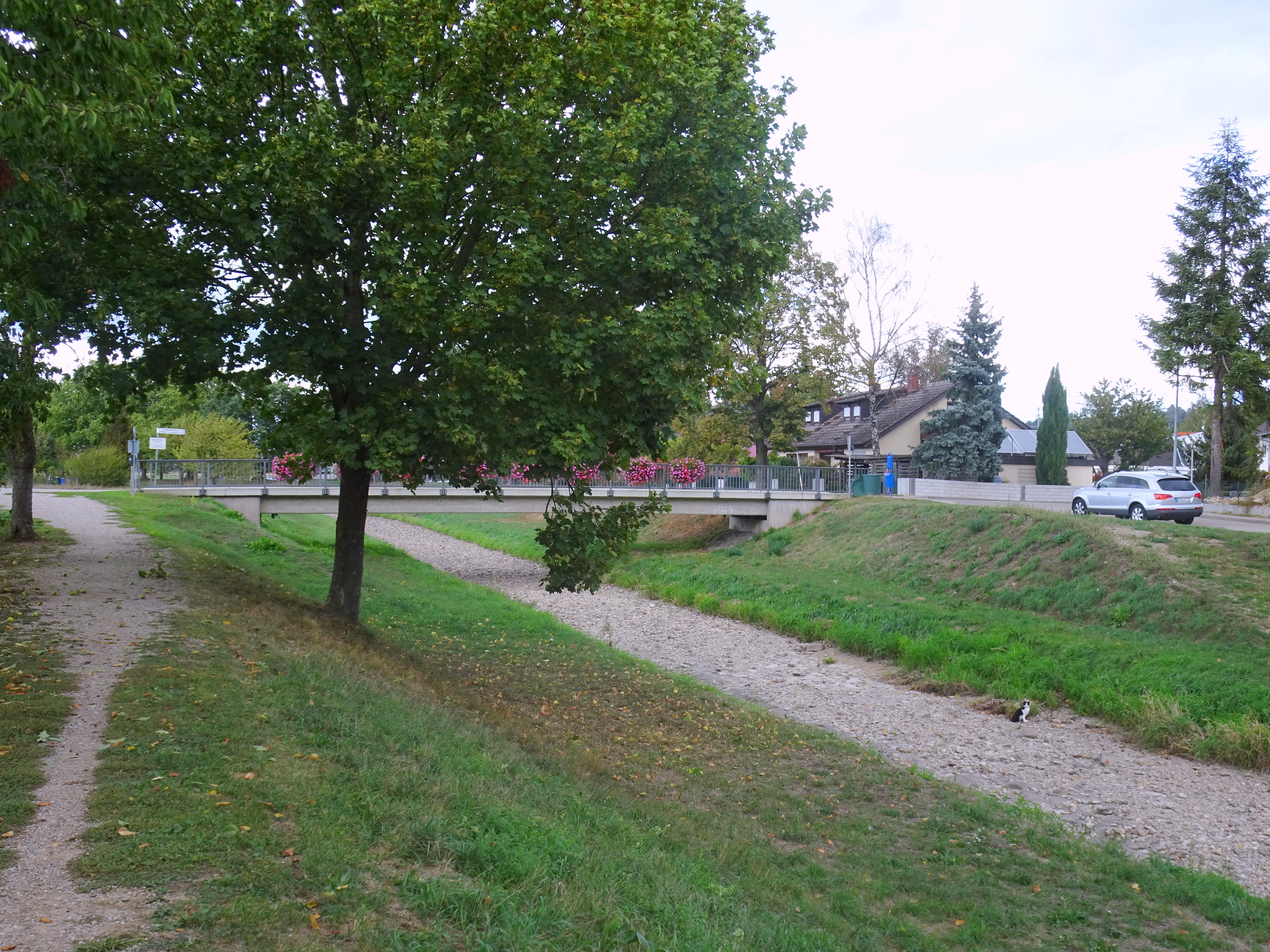
Möhlin w Hausen an der Möhlin pod koniec suchego lata
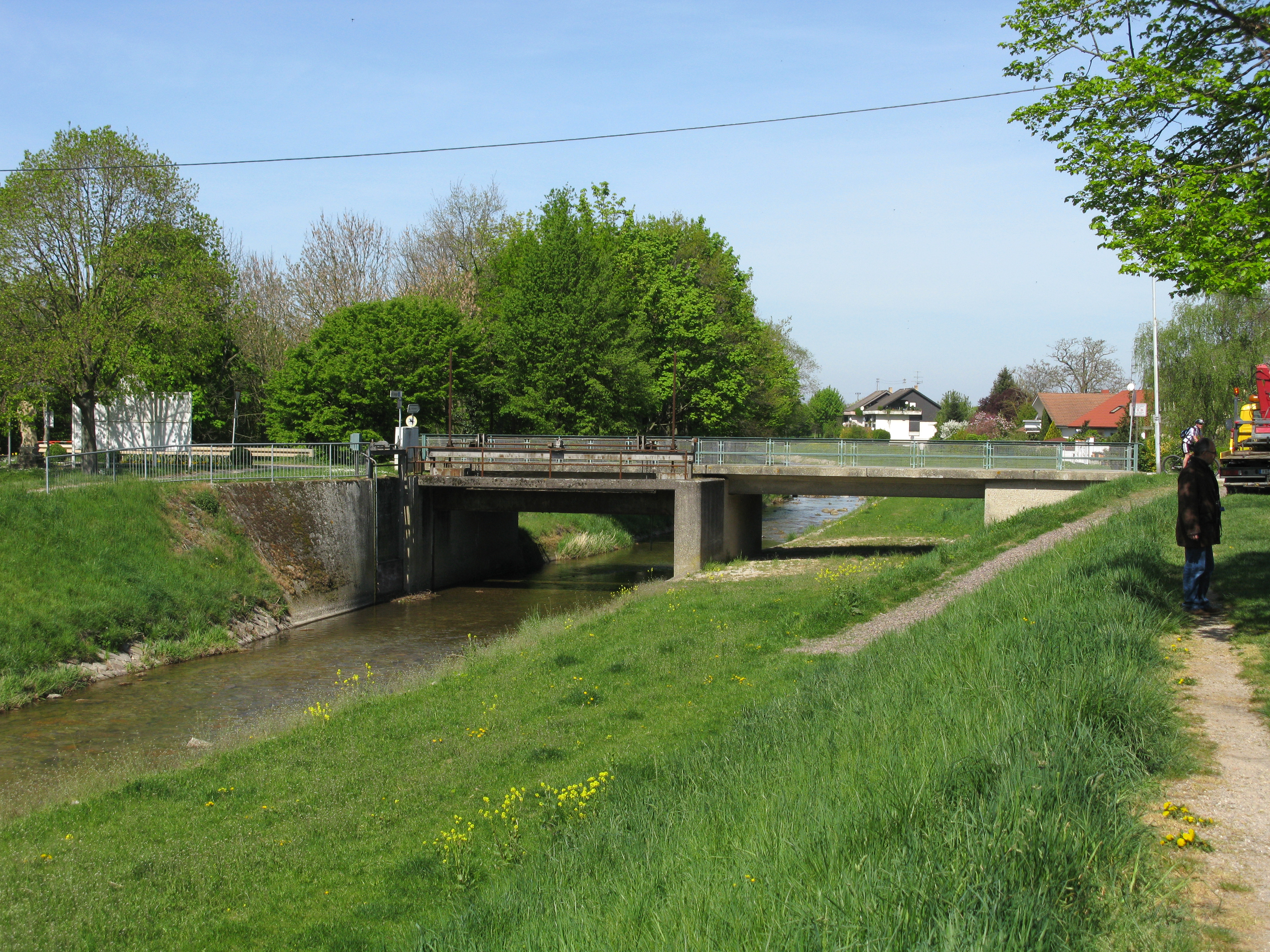
Most na Möhlin w Hausen an der Möhlin
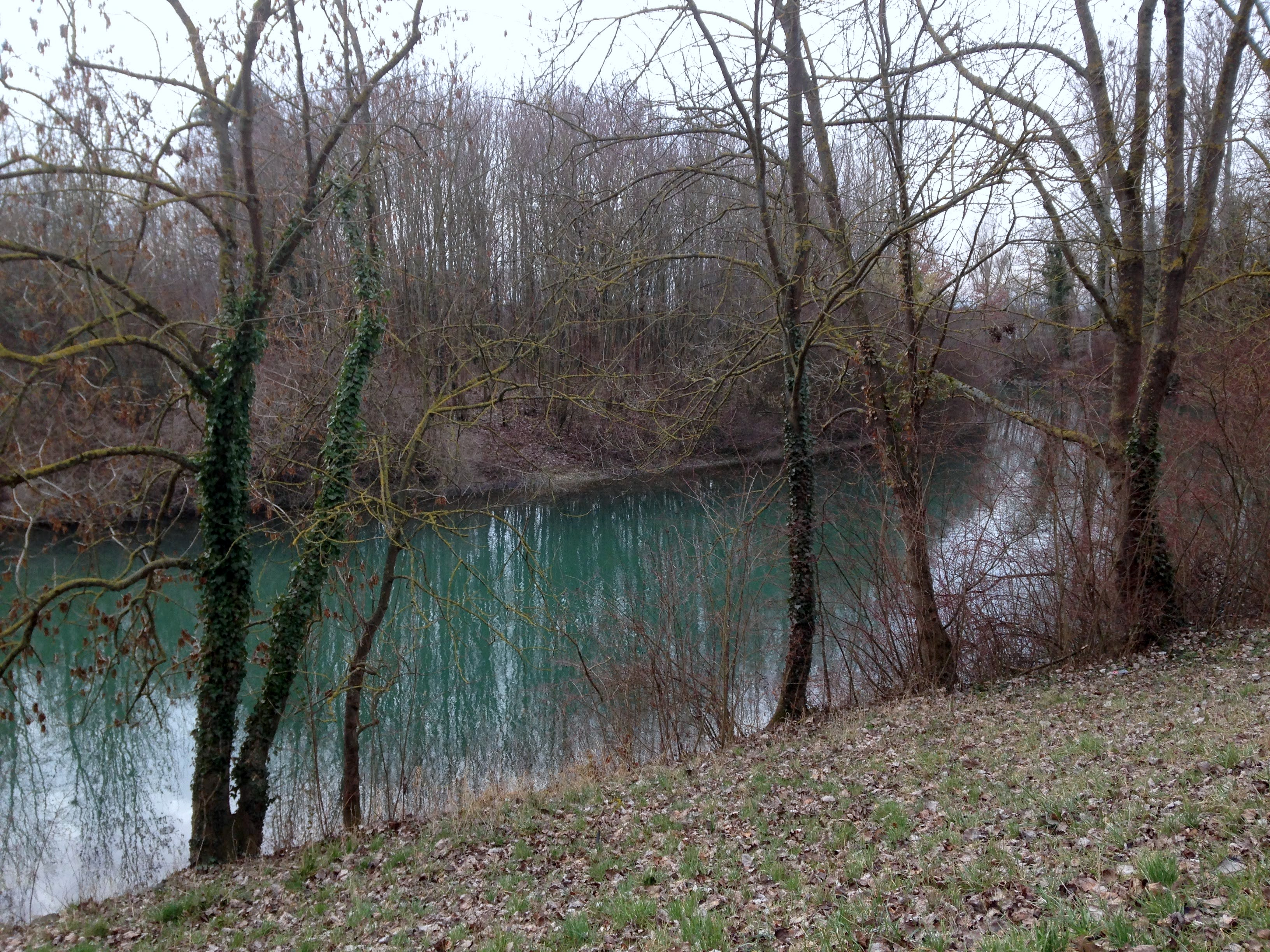
Möhlin w pobliżu Breisach am Rhein w pobliżu ujścia do Renu

## Czystość wód
Według raportu Państwowego Instytutu Ochrony Środowiska Badenii Wirtembergii (Landesanstalt für Umweltschutz Baden-Württemberg) gleby w obrębie zlewni rzeki na terenach dawnych kopalń rud metali są zanieczyszczone metalami ciężkimi, w tym także na obszarach przepływu cieków wodnych. Od XII do XIV w. na północnym stoku Birkenbergu w dolinie Möhlintal znajdowały się sztolnie, w których wydobywano rudy srebra, piryt miedziowy oraz zawierającą ołów galenę. Regularnie prowadzone badania gleb wzdłuż biegu Möhlin wykazują na terenach kopalnianych i poniżej wzdłuż jej brzegów podwyższoną obecność metali ciężkich (ołów, cynk, miedź i kadm) i minerałów zawierających arsen, im bliżej nurtu rzeki tym wyższą; natomiast obszary na równinach w Dolinie Dolnoreńskiej są praktycznie wolne od tych zanieczyszczeń. Zdaniem ekspertów minerały zawierające te metale wykazują tak nikłą rozpuszczalność w wodzie, że nie stanowią zagrożenia dla wód gruntowych, a tym samym dla upraw. Tym samym potwierdzają oni, że wbrew budzącym lekką panikę wśród ludności doniesieniom prasowym, spożywanie owoców i warzyw z upraw w pobliżu Möhlin nie stanowi zagrożenia dla zdrowia.